# Championnats du monde de patinage artistique 2015
Navigation
Mondiaux 2014 Mondiaux 2016
Les Championnats du monde de patinage artistique 2015 ont lieu du 23 au 29 mars 2015 à l'Oriental Sports Center de Shanghai en Chine. C'est la première fois que la Chine accueille les championnats du monde de patinage artistique.

## Qualifications
Les patineurs sont éligibles à l'épreuve s'ils représentent une nation membre de l'Union internationale de patinage (International Skating Union en anglais) et s'ils ont atteint l'âge de 15 ans avant le 1er juillet 2014. Les fédérations nationales sélectionnent leurs patineurs en fonction de leurs propres critères, mais l'Union internationale de patinage exige un score minimum d'éléments techniques (Technical Elements Score en anglais) lors d'une compétition internationale avant les championnats du monde.

### Score minimum d'éléments techniques
L'Union internationale de patinage stipule que les notes minimales doivent être obtenues lors d'une compétition internationale senior reconnue par elle-même au cours de la saison en cours ou précédente. 
| Score minimum d'éléments techniques                                                         | Score minimum d'éléments techniques | Score minimum d'éléments techniques |
| Discipline                                                                                  | Programme court                     | Programme libre                     |
| Messieurs                                                                                   | 34.00                               | 64.00                               |
| Dames                                                                                       | 27.00                               | 47.00                               |
| Couples                                                                                     | 25.00                               | 43.00                               |
| Danse sur glace                                                                             | 29.00                               | 39.00                               |
| ------------------------------------------------------------------------------------------- | ----------------------------------- | ----------------------------------- |
| Les scores des programmes courts et libres peuvent être obtenus à différentes compétitions. |                                     |                                     |

### Nombre d'inscriptions par discipline
Sur la base des résultats des championnats du monde 2014, l'Union internationale de patinage autorise chaque pays à avoir de une à trois inscriptions par discipline.
| Entrées                                                    | Messieurs                                   | Dames                      | Couples                            | Danse sur glace           |
| ---------------------------------------------------------- | ------------------------------------------- | -------------------------- | ---------------------------------- | ------------------------- |
| 3                                                          | Japon États-Unis                            | Japon Russie États-Unis    | Canada Chine Russie                | Canada Russie États-Unis  |
| 2                                                          | Canada Chine Tchéquie France Russie Espagne | Canada Italie Corée du Sud | France Allemagne Italie États-Unis | France Italie Royaume-Uni |
| Les pays non listés dans ce tableau ont droit à une entrée |                                             |                            |                                    |                           |

## Podiums
| Épreuves                            | Or                                      | Argent                     | Bronze                       |
| ----------------------------------- | --------------------------------------- | -------------------------- | ---------------------------- |
| Messieurs résultats détaillés       | Javier Fernández                        | Yuzuru Hanyū               | Denis Ten                    |
| Dames résultats détaillés           | Elizaveta Tuktamysheva                  | Satoko Miyahara            | Elena Radionova              |
| Couples résultats détaillés         | Meagan Duhamel / Eric Radford           | Sui Wenjing / Han Cong     | Pang Qing / Tong Jian        |
| Danse sur glace résultats détaillés | Gabriella Papadakis / Guillaume Cizeron | Madison Chock / Evan Bates | Kaitlyn Weaver / Andrew Poje |

## Tableau des médailles
| Rang  | Nation     | Or | Argent | Bronze | Total |
| ----- | ---------- | -- | ------ | ------ | ----- |
| 1     | Canada     | 1  | 0      | 1      | 2     |
| 1     | Russie     | 1  | 0      | 1      | 2     |
| 3     | Espagne    | 1  | 0      | 0      | 1     |
| 3     | France     | 1  | 0      | 0      | 1     |
| 5     | Japon      | 0  | 2      | 0      | 2     |
| 6     | Chine      | 0  | 1      | 1      | 2     |
| 7     | États-Unis | 0  | 1      | 0      | 1     |
| 8     | Kazakhstan | 0  | 0      | 1      | 1     |
| Total | Total      | 4  | 4      | 4      | 12    |

## Détails des compétitions

### Messieurs

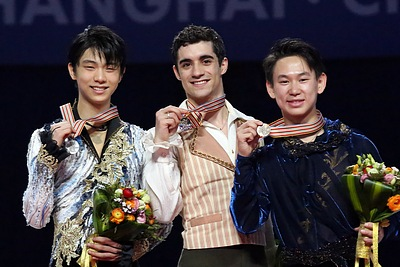
Podium des Messieurs

| 1                                           | Javier Fernández           | Espagne            | 273.90 | 2  | 92.74 | 2  | 181.16 |
| 2                                           | Yuzuru Hanyū               | Japon              | 271.08 | 1  | 95.20 | 3  | 175.88 |
| 3                                           | Denis Ten                  | Kazakhstan         | 267.72 | 3  | 85.89 | 1  | 181.83 |
| 4                                           | Jason Brown                | États-Unis         | 248.29 | 6  | 84.32 | 5  | 163.97 |
| 5                                           | Nam Nguyen                 | Canada             | 242.59 | 9  | 77.73 | 4  | 164.86 |
| 6                                           | Misha Ge                   | Ouzbékistan        | 234.89 | 8  | 78.52 | 7  | 156.37 |
| 7                                           | Maksim Kovtun              | Russie             | 230.70 | 16 | 70.82 | 6  | 159.88 |
| 8                                           | Adam Rippon                | États-Unis         | 229.71 | 11 | 75.14 | 8  | 154.57 |
| 9                                           | Florent Amodio             | France             | 229.62 | 7  | 80.84 | 11 | 148.78 |
| 10                                          | Yan Han                    | Chine              | 229.15 | 5  | 84.45 | 13 | 144.70 |
| 11                                          | Joshua Farris              | États-Unis         | 223.04 | 13 | 73.52 | 10 | 149.52 |
| 12                                          | Takahiko Kozuka            | Japon              | 222.69 | 19 | 70.15 | 9  | 152.54 |
| 13                                          | Sergey Voronov             | Russie             | 218.41 | 4  | 84.70 | 17 | 133.71 |
| 14                                          | Ronald Lam                 | Hong Kong          | 214.36 | 14 | 72.66 | 14 | 141.70 |
| 15                                          | Michal Březina             | République tchèque | 213.83 | 10 | 76.84 | 15 | 136.99 |
| 16                                          | Takahito Mura              | Japon              | 211.74 | 23 | 64.93 | 12 | 146.81 |
| 17                                          | Alexei Bychenko            | Israël             | 209.26 | 12 | 74.98 | 16 | 134.28 |
| 18                                          | Chafik Besseghier          | France             | 199.86 | 18 | 70.27 | 19 | 129.59 |
| 19                                          | Lee June-hyoung            | Corée du Sud       | 197.52 | 24 | 64.51 | 18 | 133.01 |
| 20                                          | Brendan Kerry              | Australie          | 194.57 | 17 | 70.36 | 21 | 124.21 |
| 21                                          | Michael Christian Martinez | Philippines        | 192.38 | 22 | 67.03 | 20 | 125.35 |
| 22                                          | Jeremy Ten                 | Canada             | 183.79 | 15 | 72.28 | 22 | 111.51 |
| 23                                          | Alexander Majorov          | Suède              | 176.55 | 21 | 67.53 | 23 | 109.02 |
| 24                                          | Yaroslav Paniot            | Ukraine            | 174.52 | 20 | 69.09 | 24 | 105.43 |
| Patineurs éliminés après le programme court |                            |                    |        |    |       |    |        |
| 25                                          | Ivan Righini               | Italie             |        | 25 | 63.05 | NC | NC     |
| 26                                          | Song Nan                   | Chine              |        | 26 | 61.69 | NC | NC     |
| 27                                          | Petr Coufal                | République tchèque |        | 27 | 60.31 | NC | NC     |
| 28                                          | Pavel Ignatenko            | Biélorussie        |        | 28 | 58.78 | NC | NC     |
| 29                                          | Peter Liebers              | Allemagne          |        | 29 | 54.28 | NC | NC     |
| 30                                          | Stéphane Walker            | Suisse             |        | 30 | 53.42 | NC | NC     |

### Dames

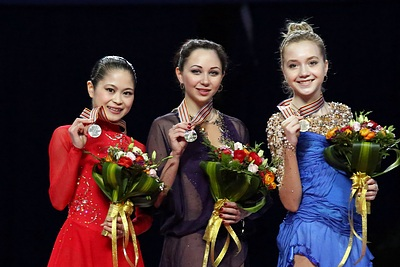
Podium des Dames

| 1                                             | Elizaveta Tuktamysheva     | Russie             | 210.36 | 1  | 77.62 | 1  | 132.74 |
| 2                                             | Satoko Miyahara            | Japon              | 193.60 | 3  | 67.02 | 4  | 126.58 |
| 3                                             | Elena Radionova            | Russie             | 191.47 | 2  | 69.51 | 6  | 121.96 |
| 4                                             | Gracie Gold                | États-Unis         | 188.96 | 8  | 60.73 | 2  | 128.23 |
| 5                                             | Ashley Wagner              | États-Unis         | 185.01 | 11 | 57.81 | 3  | 127.20 |
| 6                                             | Rika Hongo                 | Japon              | 184.58 | 5  | 62.17 | 5  | 122.41 |
| 7                                             | Kanako Murakami            | Japon              | 179.66 | 4  | 65.48 | 8  | 114.18 |
| 8                                             | Polina Edmunds             | États-Unis         | 177.83 | 7  | 61.71 | 7  | 116.12 |
| 9                                             | Li Zijun                   | Chine              | 165.22 | 6  | 61.83 | 11 | 103.39 |
| 10                                            | Maé-Bérénice Meité         | France             | 162.75 | 12 | 57.08 | 10 | 105.67 |
| 11                                            | Alaine Chartrand           | Canada             | 161.18 | 10 | 60.24 | 12 | 100.94 |
| 12                                            | Park So-youn               | Corée du Sud       | 160.75 | 15 | 53.95 | 9  | 106.80 |
| 13                                            | Anna Pogorilaya            | Russie             | 160.31 | 9  | 60.50 | 13 | 99.81  |
| 14                                            | Joshi Helgesson            | Suède              | 155.35 | 13 | 56.28 | 14 | 99.07  |
| 15                                            | Nicole Rajičová            | Slovaquie          | 152.61 | 14 | 54.40 | 15 | 98.21  |
| 16                                            | Angelina Kuchvalska        | Lettonie           | 141.54 | 23 | 45.74 | 16 | 95.80  |
| 17                                            | Anne Line Gjersem          | Norvège            | 139.75 | 20 | 49.25 | 17 | 90.50  |
| 18                                            | Dasa Grm                   | Slovénie           | 137.45 | 22 | 47.21 | 18 | 90.24  |
| 19                                            | Kim Hae-jin                | Corée du Sud       | 136.24 | 18 | 50.03 | 19 | 86.21  |
| 20                                            | Roberta Rodeghiero         | Italie             | 132.25 | 17 | 51.42 | 21 | 83.22  |
| 21                                            | Gabrielle Daleman          | Canada             | 133.57 | 21 | 48.13 | 20 | 85.44  |
| 22                                            | Elene Gedevanishvili       | Géorgie            | 132.25 | 16 | 52.11 | 22 | 80.14  |
| 23                                            | Nicole Schott              | Allemagne          | 127.56 | 19 | 49.29 | 23 | 78.27  |
| 24                                            | Giada Russo                | Italie             | 120.11 | 24 | 43.85 | 24 | 76.26  |
| Patineuses éliminées après le programme court |                            |                    |        |    |       |    |        |
| 25                                            | Natalia Popova             | Ukraine            |        | 25 | 43.60 | NC | NC     |
| 26                                            | Ivett Toth                 | Estonie            |        | 26 | 43.47 | NC | NC     |
| 27                                            | Eliska Brezinova           | République tchèque |        | 27 | 43.37 | NC | NC     |
| 28                                            | Aleksandra Golovkina       | Lituanie           |        | 28 | 43.16 | NC | NC     |
| 29                                            | Anastasia Galustyan        | Arménie            |        | 29 | 41.84 | NC | NC     |
| 30                                            | Netta Schreiber            | Israël             |        | 30 | 41.84 | NC | NC     |
| 31                                            | Kiira Korpi                | Finlande           |        | 31 | 41.11 | NC | NC     |
| 32                                            | Niki Wories                | Pays-Bas           |        | 32 | 40.38 | NC | NC     |
| 33                                            | Eveline Brunner            | Suisse             |        | 33 | 39.69 | NC | NC     |
| 34                                            | Alisson Krystle Perticheto | Philippines        |        | 34 | 38.75 | NC | NC     |
| 35                                            | Brooklee Han               | Australie          |        | 35 | 35.54 | NC | NC     |
| Forfait                                       | Kerstin Frank              | Autriche           |        | NC | NC    | NC | NC     |

### Couples

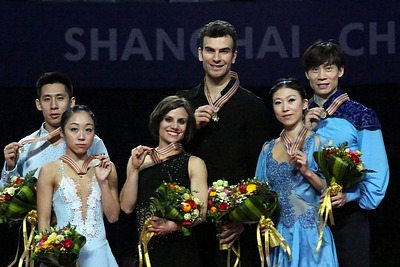
Podium des couples artistiques

| 1                                         | Meagan Duhamel / Eric Radford          | Canada      | 221.53 | 1  | 76.98 | 1  | 144.55 |
| 2                                         | Sui Wenjing / Han Cong                 | Chine       | 214.12 | 3  | 71.63 | 2  | 142.49 |
| 3                                         | Pang Qing / Tong Jian                  | Chine       | 212.77 | 2  | 72.59 | 3  | 140.18 |
| 4                                         | Peng Cheng / Zhang Hao                 | Chine       | 206.63 | 5  | 69.67 | 4  | 136.96 |
| 5                                         | Yuko Kavaguti / Alexandre Smirnov      | Russie      | 198.91 | 4  | 71.59 | 6  | 127.32 |
| 6                                         | Evgenia Tarasova / Vladimir Morozov    | Russie      | 198.46 | 6  | 67.71 | 5  | 130.75 |
| 7                                         | Alexa Scimeca / Chris Knierim          | États-Unis  | 185.81 | 7  | 65.56 | 7  | 120.25 |
| 8                                         | Julianne Séguin / Charlie Bilodeau     | Canada      | 178.03 | 10 | 60.53 | 10 | 117.50 |
| 9                                         | Vanessa James / Morgan Ciprès          | France      | 177.34 | 12 | 58.28 | 8  | 119.06 |
| 10                                        | Kristina Astakhova / Alexei Rogonov    | Russie      | 173.58 | 13 | 55.55 | 9  | 118.03 |
| 11                                        | Valentina Marchei / Ondřej Hotárek     | Italie      | 172.55 | 9  | 60.56 | 11 | 111.99 |
| 12                                        | Haven Denney / Brandon Frazier         | États-Unis  | 172.51 | 8  | 61.32 | 12 | 111.19 |
| 13                                        | Lubov Iliushechkina / Dylan Moscovitch | Canada      | 169.91 | 11 | 60.32 | 13 | 109.59 |
| 14                                        | Nicole Della Monica / Matteo Guarise   | Italie      | 151.77 | 14 | 54.48 | 15 | 97.29  |
| 15                                        | Mari Vartmann / Aaron Van Cleave       | Allemagne   | 147.84 | 15 | 47.76 | 14 | 100.08 |
| 16                                        | Amani Fancy / Christopher Boyadji      | Royaume-Uni | 130.22 | 16 | 46.69 | 16 | 83.53  |
| Couples éliminés après le programme court |                                        |             |        |    |       |    |        |
| 17                                        | Maria Paliakova / Nikita Bochkov       | Biélorussie |        | 17 | 46.17 | NC | NC     |
| 18                                        | Miriam Ziegler / Severin Kiefer        | Autriche    |        | 18 | 45.99 | NC | NC     |
| 19                                        | Narumi Takahashi / Ryuichi Kihara      | Japon       |        | 19 | 44.54 | NC | NC     |

### Danse sur glace

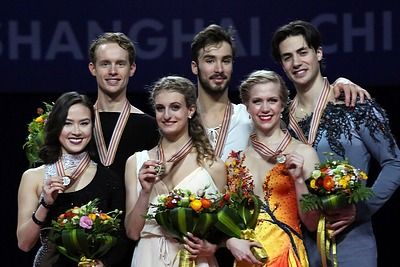
Podium de la danse sur glace

| 1                                               | Gabriella Papadakis / Guillaume Cizeron      | France       | 184.28 | 4  | 71.94 | 1  | 112.34 |
| 2                                               | Madison Chock / Evan Bates                   | États-Unis   | 181.34 | 1  | 74.47 | 2  | 106.87 |
| 3                                               | Kaitlyn Weaver / Andrew Poje                 | Canada       | 179.42 | 2  | 72.68 | 3  | 106.74 |
| 4                                               | Anna Cappellini / Luca Lanotte               | Italie       | 177.50 | 3  | 72.39 | 4  | 105.11 |
| 5                                               | Maia Shibutani / Alex Shibutani              | États-Unis   | 172.03 | 6  | 69.32 | 5  | 102.71 |
| 6                                               | Piper Gilles / Paul Poirier                  | Canada       | 165.22 | 7  | 65.90 | 6  | 99.32  |
| 7                                               | Elena Ilinykh / Ruslan Zhiganshin            | Russie       | 164.84 | 5  | 69.46 | 9  | 95.38  |
| 8                                               | Ksenia Monko / Kirill Khaliavin              | Russie       | 159.13 | 10 | 62.36 | 8  | 96.77  |
| 9                                               | Aleksandra Stepanova / Ivan Bukin            | Russie       | 156.95 | 14 | 59.62 | 7  | 97.33  |
| 10                                              | Madison Hubbell / Zachary Donohue            | États-Unis   | 156.56 | 11 | 61.43 | 10 | 95.13  |
| 11                                              | Laurence Fournier Beaudry / Nikolaj Sorensen | Danemark     | 156.23 | 9  | 62.40 | 11 | 93.83  |
| 12                                              | Charlene Guignard / Marco Fabbri             | Italie       | 153.84 | 12 | 61.02 | 12 | 92.82  |
| 13                                              | Alexandra Paul / Mitchell Islam              | Canada       | 152.59 | 8  | 64.38 | 14 | 88.21  |
| 14                                              | Sara Hurtado / Adrià Díaz                    | Espagne      | 148.67 | 15 | 59.16 | 13 | 89.51  |
| 15                                              | Frederica Testa / Lukas Csolley              | Slovaquie    | 142.29 | 13 | 60.07 | 15 | 82.22  |
| 16                                              | Alisa Agafonova / Alper Ucar                 | Turquie      | 136.47 | 16 | 56.07 | 16 | 80.40  |
| 17                                              | Alexandra Nazarova / Maxim Nikitin           | Ukraine      | 133.80 | 17 | 55.08 | 17 | 78.72  |
| 18                                              | Carolina Moscheni / Adam Lukacs              | Hongrie      | 131.01 | 19 | 53.05 | 18 | 77.96  |
| 19                                              | Wang Shiyue / Liu Xinyu                      | Chine        | 128.77 | 18 | 54.38 | 19 | 74.39  |
| 20                                              | Allison Reed / Vasili Rogov                  | Israël       | 124.32 | 20 | 51.12 | 20 | 73.20  |
| Couples de danse éliminés après la danse courte |                                              |              |        |    |       |    |        |
| 21                                              | Barbora Silna / Juri Kurakin                 | Autriche     |        | 21 | 49.57 | NC | NC     |
| 22                                              | Cathy Reed / Chris Reed                      | Japon        |        | 22 | 48.32 | NC | NC     |
| 23                                              | Irina Shtork / Taavi Rand                    | Estonie      |        | 23 | 48.04 | NC | NC     |
| 24                                              | Natalia Kaliszek / Maksym Spodyriev          | Pologne      |        | 24 | 45.46 | NC | NC     |
| 25                                              | Cecilia Törn / Jussiville Partanen           | Finlande     |        | 25 | 45.11 | NC | NC     |
| 26                                              | Rebeka Kim / Kirill Minov                    | Corée du Sud |        | 26 | 45.09 | NC | NC     |
| 27                                              | Olivia Smart / Joseph Buckland               | Royaume-Uni  |        | 27 | 44.32 | NC | NC     |
| 28                                              | Viktoria Kavaliova / Yurii Bieliaiev         | Biélorussie  |        | 28 | 43.21 | NC | NC     |
| 29                                              | Olga Jakushina / Andrey Nevskiy              | Lettonie     |        | 29 | 42.37 | NC | NC     |
| Forfait                                         | Nelli Zhiganshina / Alexander Gazsi          | Allemagne    |        | NC | NC    | NC | NC     |